# Command Authority: Kampf um die Krim
Command Authority: Kampf um die Krim (englisch Command Authority) ist ein Techno-Thriller des US-amerikanischen Autors Tom Clancy. Als Co-Autor fungiert Mark Greaney. Es erschien im Original 2013, die erste deutsche Übersetzung erschien 2014 im Heyne Verlag. Command Authority ist der sechzehnte Roman innerhalb des Jack-Ryan-Universums und das letzte Werk, an dem Clancy vor seinem Ableben noch mitwirkte.

## Handlung
Die Haupthandlung wird auf zwei zeitlichen Ebenen erzählt, zwischen denen die Perspektive hin und her wechselt.
Rückblende (1983)
Jack Ryan, damals noch einfacher CIA-Analyst, untersucht den Mord an einem Schweizer Bankier. Ryan folgt dessen Spur nach West-Berlin, wo er mithilfe der GSG9 eine Zelle der Rote Armee Fraktion aushebt, die im Verdacht steht, den Bankier ermordet zu haben. Ein KGB-Attentäter Namens „Zenith“ provoziert während der Razzia durch mehrere Schüsse auf die Beamten von einem benachbarten Haus aus eine Schießerei, in der alle RAF-Mitglieder umkommen. Damit will er verschleiern, dass in Wahrheit der KGB hinter dem Mord steckt. Ryan kann das überlebende RAF-Mitglied Martha Scheuring ausfindig machen und will sie, im Gegenzug für eine Aussage gegen den KGB, in Sicherheit bringen. Er wird jedoch von zwei Stasi-Mitarbeitern angegriffen, wobei die potentielle Zeugin flieht. Mit Hilfe des britischen Agenten Victor Oxley, der auf der Jagd nach Zenith ist, entkommt Ryan ihnen knapp, wobei Oxley selbst jedoch in Gewahrsam genommen wird.
Gegenwart (2013)
In der Gegenwart ist der Ex-KGB-Offizier Waleri Wolodin zum Präsidenten der Russischen Föderation aufgestiegen. Unter seiner Führung hofft er, die Sowjetunion wieder auferstehen zu lassen, und Russland zu alter Größe zurückzuführen. Zunächst lässt er seine Truppen dazu in Estland einfallen, doch der Angriff kann durch Einheiten der NATO zurückgeschlagen werden. Wolodin, nun auf der Suche nach einem leichteren Weg, sein Staatsgebiet auszudehnen, beginnt stattdessen mit den Planungen für einen Überfall auf die Ukraine – dort, so hofft er, wird die NATO nicht eingreifen, da die Ukraine im Gegensatz zu Estland kein Mitgliedsland ist.
Zur gezielten Sabotage der Beziehungen zu den USA lässt Volodin den Inlandsgeheimdienst FSB mehrere False-Flag-Aktionen durchführen: So wird unter anderem der Chef des russischen Auslandsgeheimdienstes SWR, Stanislaw Birjukow, von einem Auftragskiller ermordet. Parallel wird dessen Vorgänger und russische Oppositionelle Sergei Golowko, mit Polonium vergiftet. Beide Anschläge schiebt Wolodin erfolgreich den USA in die Schuhe, da Birjukow von einem durch die CIA ausgebildeten Attentäter, und Golowko während eines Staatsbesuches in den USA getötet wurden.
Gleichzeitig festigt Wolodin seine Macht, indem er FSB und SWR zusammenlegt, und somit beide Geheimdienste unter die Kontrolle seines engen Vertrauten und Silowik Roman Talanow stellt. Die Amerikaner vermuten schon länger, dass Talanow in Wahrheit der KGB-Attentäter Zenith ist, dem Ryan Sr. – mittlerweile Präsident der USA – vor dreißig Jahren in Berlin begegnete, können dies jedoch nicht beweisen.
Ein Team des „Campus“, unter anderem bestehend aus John Clark, Domingo „Ding“ Chavez, Dominic Caruso und Sam Driscoll, wird zeitgleich nach Kiew geschickt, da eine dort ansässigerussische Mafia-Organisation namens „Sieben starke Männer“ sich verdächtig verhält. Wie der Campus herausfindet, sind die Sieben starken Männer ebenfalls an False-Flag Aktionen gegen pro-russische Politiker und Kundgebungen in der Ukraine beteiligt, die man Nationalisten in die Schuhe schiebt. Außerdem verteilen sie russische Pässe an ethnisch russische Ukrainer.
Zur gleichen Zeit lässt Wolodin eine CIA-Anlage in Sewastopol, genannt „Lighthouse“, von pro-russischen Demonstranten – in Wahrheit angestachelt durch mehrere Agents Provocateurs des FSB – angreifen. Das Campus-Team begibt sich zum Lighthouse und hilft bei der Verteidigung der Anlage gegen eine gewaltige Übermacht. Mithilfe von US-Luftunterstützung gelingt ihre Evakuierung schließlich. Da sie vor ihrer Flucht alle Aufzeichnungen im Lighthouse vernichtet haben, und die Russen somit keine CIA-Präsenz in der Ukraine beweisen können, bleibt der von Russland erhoffte Casus Belli aus. Wolodin jedoch beschließt, die Invasion der Ukraine dennoch durchzuführen, unter dem Vorwand, die vermeintlichen russischen Staatsbürger (die ihre russischen Pässe zuvor durch die Sieben starken Männer erhielten) im Land zu schützen. Russische Truppen überqueren wenig später die Grenze zur Ukraine, besetzen die Krim und rücken schnell weiter auf Kiew vor. Den stark unterlegenen ukrainischen Streitkräften gelingt es mithilfe US-amerikanischer Militärberater und Geheimdienstler, den russischen Vormarsch zu verlangsamen, doch stehen die Chancen klar gegen sie.
Parallel deckt Jack Ryan Jr., der mittlerweile bei der Business-Analyse-Firma Procter & Gamble in London arbeitet, auf, dass der russische Staat ausländische Unternehmer im großen Stil um deren Erträge bringt. Ryans Chef Hugh Castor schiebt dem jedoch einen Riegel vor, da die vermeintlichen Täter mit dem FSB in Verbindung stehen, was die Sache zu gefährlich mache. Durch einen Hinweis seines Vaters, den er in Akten über Zenith gefunden hat, stößt Ryan Jr. auf Victor Oxley. Oxley hat nach seiner Gefangennahme durch die Stasi Jahre in einem Gulag verbracht, ehe er nach Fall der Sowjetunion nach England zurückkehren konnte. Er bestätigt Ryan Jr., dass Zenith tatsächlich Roman Talanow ist. Außerdem verrät er, dass Ryans Chef Hugh Castor sein ehemaliger Verbindungsoffizier beim MI5 war, der ihn allerdings an die Stasi verriet und ebenfalls mit den sieben starken Männern in Verbindung steht.
Gemeinsam mit dem Campus-Team und Oxley konfrontiert Ryan Jr. Hugh Castor, in dessen Chalet bei Zürich. Castor gibt zu, dass er mit Roman Talanow Geschäfte macht, und dass dieser insgeheim der Anführer der Sieben starken Männer ist. Dadurch konnte Talanow die Gruppe auch zur Durchführung der verdeckten Operationen gegen die Ukraine einspannen. Castor hatte Ryans Ermittlungen deshalb behindert, weil er selbst von den Enteignungen in Russland profitiert. Zudem erklärt Castor, dass es Präsident Wolodin war, der seinerzeit Talanow bei den Sieben starken Männern als verdeckten Agenten einschleuste und führte – was Talanow in den Augen der Sieben starken Männer, die zu den Dieben im Gesetz gehören, zum Verräter machen würde. Ein von Talanow entsandtes Killerkommando der FSB Spetsnaz stürmt kurz darauf das Chalet, um auf einen Schlag alle Mitwisser zu beseitigen. Im ausbrechenden Feuergefecht sterben Castor und Oxley, Ryan und das Campus-Team entkommen jedoch.
Anschließend reist das Campus-Team zurück nach Kiew und nimmt dort die verbleibenden Mitglieder der Sieben starken Männer fest, um sie als Zeugen gegen Wolodin und Talanow in der Hand zu haben.
Präsident Ryan konfrontiert Wolodin direkt bei einem Telefonat mit den neu gewonnenen Erkenntnissen und erpresst von ihm den Abzug aller Truppen aus der Ukraine und die Wiederherstellung des Status quo ante. Im Gegenzug hält Präsident Ryan Wolodins Verbindung zu den Sieben starken Männern und den Zenith-Morden geheim. Wolodin geht darauf ein.
Roman Talanow tritt wenige Tage später von seinem Posten als Geheimdienstchef zurück und wird von einem seiner Leibwächter ermordet.

## Rezeption
Das Buch landete unmittelbar nach Erscheinen auf Platz eins der New York Times Bestsellerliste.
Zu größerer medialer Aufmerksamkeit in Deutschland gelangte das Buch im Rahmen der russischen Invasion der Krim, da es eine solche Invasion bereits ein Jahr, bevor sie tatsächlich stattfand, beschrieb. Diese Tatsache wurde, unabhängig von den gemischten Bewertungen des eigentlich Romans, hauptsächlich mit Anerkennung betrachtet.
So nannte die WELT Clancy den „Thrillerautor[en], der die Krim-Krise prophezeite“, während die Frankfurter Allgemeine sogar fragte: „Wenn Tom Clancy es wusste, wieso nicht auch die EU?“

## Trivia
- Die Figur des Waleri Wolodin ist eine nur dünn fiktionalisierte Version des realen Präsidenten der russischen Föderation, Wladimir Putin[9]. Wolodin wird als ein „kleiner Mann, nur 1,72 Meter, aber fit und energetisch“ beschrieben, der sich selbst gerne als Sex-Symbol sehe.[2] Wie Putin ist auch Wolodin ein Ex-KGB-Offizier und lässt unter dem Vorwand, die dortige russische Minderheit zu schützen, die Krim überfallen.
- Der Anschlag auf Sergej Golowko im Buch ist dem realen Anschlag auf Alexander Litwinenko 2006 nachempfunden. In beiden Fällen wurden regimekritische, ehemalige Angehörige des FSB im Ausland im Auftrag Russlands mit Polonium vergiftet.
- Der Name der überlebenden RAF-Angehörigen Martha Scheuring ist eine Anspielung auf die Figur Marta Shearing aus Das Bourne Vermächtnis.
- Der reale Konzern Procter & Gamble, für den Jack Ryan Jr. im Buch arbeitet, und dessen Chef sich durch Korruption in Russland bereichert, stand 2022 tatsächlich in der Kritik, weil er sich nicht an den Sanktionen gegen die Russische Föderation im Rahmen des Überfalls auf die Ukraine beteiligte.